# قلعة بونتا كارنيرو
قلعة بونتا كارنيرو وتُعرف كذلك بالاسم الحرفي فويرتي دي بونتا كارنيرو هي حصنٌ يقعُ بالقربِ من الجزيرة الخضراء في إسبانيا. بُنيت هذه القلْعَة قبل عام 1735 ودُمّرت عام 1810 لحرمان الفرنسيين من الاستفادة منها، أما اليوم فكلُّ ما تبقَّى منها هو أساسات مدمّّرة ومع ذلك فهي ضمنَ المعالِم الثقافيّة ذات الأهميّة الثقافية في إسبانيا.

## الوصف
كان الحصن جزءًا من سلسلة تم بناؤها على طول الساحل والتي تم بناؤها على مرأى من بعضها البعض نتيجة لفقدان جبل طارق في عام 1704. كانت الحصون هناك لحماية السفن وردع أي غزو من قبل حصن بريطاني من مكانٍ ما. كان هذا الحصن في موقع مهم حيث يلتقي خليج جبل طارق بالساحل الوعر لمضيق جبل طارق. كان لهذا الحصن برج مراقبة لتمكين الإشارات التي كانت أعلى قليلًا على المنحدرات التي يبلغُ ارتفاعها 20 مترًا من البطارية الرئيسية. كانت قادرة على إيواء عشرين جنديًا بالإضافة إلى ضابط مدفعية ورقيب وعريف. في عام 1735 كان هناك أربع بنادق وبحلول عام 1796 كان هناك خمسة بنادق مع قذيفتي هاون.

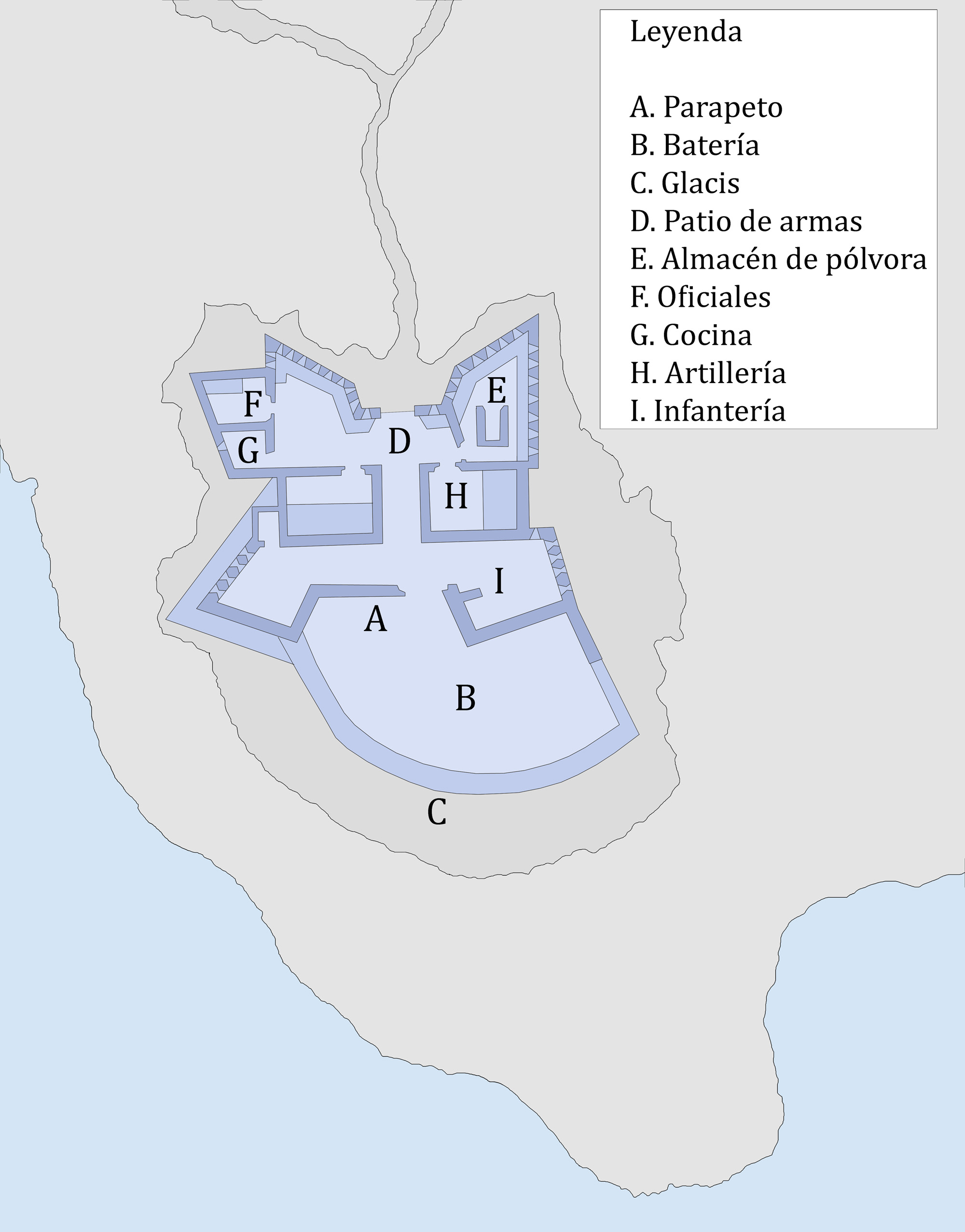
خريطة تُظهر مرافق الحصن

دُمّرت التحصينات الإسبانية حول جبل طارق في عام 1810 لمنع استخدامها من قبل قوات نابليون، حيثُ دمَّر البحارة البرتغاليون التحصينات حول الخليج قبل وقت قصير من وصول سلاح الفرسان الفرنسي إلى سان روك القريبة. دُمّرت الخطوط الإسبانية الرئيسية من قبل أحدِ القادة في جبل طارق وهو العقيد السير تشارلز هولواي وذلك في 14 شباط/فبراير 1810.
استُخدَمت بقايا هذا الحصن لبناء المنارة التي أصبحت الآن المبنى الرئيسي على هذا الرعن. لم يتبق سوى عدد قليل من الجدران المتبقية من الحصن القديم.